# Asphodeline taurica
Asphodeline taurica là một loài thực vật có hoa trong họ Thích diệp thụ. Loài này được (Pall.) Endl. miêu tả khoa học đầu tiên năm 1842.